# Comunità montana Ingauna
La Comunità montana Ingauna è stato un comprensorio montano della Liguria, in provincia di Savona, formato dai comuni di: Alassio, Albenga, Andora, Arnasco, Castelbianco, Castelvecchio di Rocca Barbena, Casanova Lerrone, Ceriale, Cisano sul Neva, Erli, Garlenda, Nasino, Onzo, Ortovero, Stellanello, Testico, Vendone, Villanova d'Albenga e Zuccarello.
L'ente locale aveva sede ad Albenga e l'ultimo presidente è stato Pietro Revetria.

## Storia
L'ente era stato istituito dopo le approvazioni delle leggi regionali n° 15 e 27 del 1973, emanate dalla Regione Liguria dopo l'istituzione ufficiale delle Comunità montane con la legge n° 1102 del 3 dicembre 1971.
Con le nuove disposizioni della Legge Regionale n° 6 del 1978 la comunità montana assumeva, direttamente dalla regione, le funzioni amministrative in materia di agricoltura, sviluppo rurale, foreste e antincendio boschivo.
Con la disciplina di riordino delle comunità montane, regolamentate con la Legge Regionale n° 24 del 4 luglio 2008 e in vigore dal 1º gennaio 2009, l'ente locale era stato unito alla Comunità montana Pollupice che aveva portato all'istituzione della nuova Comunità montana Ponente Savonese.
Non facevano più parte dell'originaria comunità montana i comuni di Alassio, Albenga, Andora, Ceriale e Villanova d'Albenga che avevano delegato la stessa alle funzioni amministrative in materia di agricoltura, sviluppo rurale, foreste e antincendio boschivo.

## Descrizione
Il territorio della comunità era compreso tra i comuni della val Merula (Andora, Stellanello, Testico); la val Lerrone (Casanova Lerrone, Garlenda, Villanova d'Albenga); la valle Arroscia (Arnasco, Onzo, Ortovero, Vendone); la valle Pennavaira (Castelbianco e Nasino); la val Neva (Castelvecchio di Rocca Barbena, Cisano sul Neva, Erli, Zuccarello); la Riviera Ligure di Ponente (Alassio, Albenga Ceriale).